# Сиенбей
Сиенбей (на китайски: 鮮卑; на пинин: Xiānbēi) е протомонголска народност, населявала части от Източна Азия между 3 век пр.н.е. и 3 век.
Първите сведения за сиенбей са от края на 3 век пр.н.е., когато шанюят на хунну Маодун разгромява народа дунху. Техни наследници са сиенбей и южните им съседи ухуан. По това време те живеят в западните части на Манджурия и източните части на днешна Монголия. В средата на 2 век, при управлението на Таншъхуай, сиенбей нанасят решаващо поражение на хунну и слагат край на тяхната империя, установявайки властта си в степните области от Манджурия до Седморечието. Хегемонията им в тези области продължава около век, след което държавата им се разпада. Наследници на сиенбей са народите мужун, туоба, цидан, шъуей и жоужан, които през следващите столетия създават свои държави и играят важна роля в историята на региона.